# TOEC (quartier)
Pour le club sportif, voir Toulouse olympique employés club.
Le TOEC est un quartier toulousain qui tire son nom d'un club sportif : le Toulouse olympique employés club. Il est situé sur la rive gauche de la Garonne.
Ce quartier a connu un fort développement ces toutes dernières années, surtout avec l'installation d'une gare. Des clubs de natation, de rugby, de football ou de tennis se sont implantés sur le territoire du quartier.
On retrouve aussi dans le quartier des Amidonniers le deuxième club de tennis du TOEC, ainsi qu'à l'entrée de la piscine Chapou une stèle commémorative des membres du TOEC morts pour la France lors de la Première Guerre mondiale.

## Origine du nom
Le quartier tire son nom du club sportif Toulouse Olympique Employés Club, dont certaines infrastructures sont présentes dans le quartier.

## Historique
1908 : Le club du TOEC est créé.
Années 1950 : La cité de la Cépière est construite, premier élément du quartier.
1975, l'ATE (Atelier de fabrication de Toulouse, mieux connu sous le nom de "cartoucherie") restitue 10 hectares de terrains qui deviendront les Jardins du Barry.
26 juin 1993 : Ouverture de la ligne A du métro aux Arènes, située assez proche du quartier.
17 avril 1999 : Inauguration du Zénith de Toulouse.
1er septembre 2003 : Ouverture de la gare de la ligne C dans le quartier.
11 décembre 2010 : Arrivée du tramway avec deux arrêts dans le quartier (Zénith et Cartoucherie) et un à sa proximité (Casselardit).
2012 : début de la construction de l'écoquartier de la Cartoucherie la fin des travaux étant prévue pour 2020.

## Emplacement du quartier
Le quartier est situé à cheval sur ceux de la Cépière et de Casselardit.
Il est entouré par ceux de la Cépière au sud, des Arènes à l'est, Casselardit au nord et Lardenne à l'ouest.
Le quartier est séparé de la Cépière par l'avenue de Lardenne, de Lardenne par la rocade ouest et des Arènes par la rue Ella Maillart. La limite avec Casselardit n'est pas très claire.

## Lieux importants
- Le Zénith
- Les Jardins du Barry
- Lycée polyvalent de l'Hôtellerie et du Tourisme
- Différentes installations du TOEC et du TOAC

## Aménagement urbain

### Transports en commun
- Gare du TOEC
  - L2

- Cartoucherie
  - 45

- Zénith
- Arènes (à proximité)
  -   et TER Occitanie
  - L2L3143467

Les lignes de bus L2, L3 et 67 traversent et desservent l'avenue de Lardenne, un axe majeur du quartier.

### Axes routiers
- Les axes principaux du quartier sont l'avenue de Lardenne (D632) et la voie du TOEC.

- La rocade ouest passe à proximité mais ne possède aucun accès au quartier. L'accès y est cependant possible par les échangeurs de la Cépière (n°27) et de Purpan (n°29).